# Drame en trois actes (téléfilm, 2010)
Pour les articles homonymes, voir Drame en trois actes (homonymie).
Drame en trois actes (Three Act Tragedy) est un téléfilm britannique de la série télévisée Hercule Poirot, réalisé par Ashley Pearce, sur un scénario de Nick Dear, d'après le roman Drame en trois actes d'Agatha Christie.
Ce téléfilm, qui constitue le 63e épisode de la série, a été diffusé pour la première fois au Royaume-Uni le 3 janvier 2010 sur ITV1 et en France le 1er octobre 2011 sur TMC.

## Synopsis
Lors d'un diner chez l'acteur Cartwright auquel participe Poirot, le révérend Babbington meurt apparemment de cause naturelle. Mais lorsqu'un mois plus tard, en présence des mêmes invités, un autre convive meurt de la même manière, Poirot n'a plus de doute sur le fait que ce sont des meurtres. Lui et Cartwright vont aider la police à faire toute la lumière sur cette affaire.

## Production

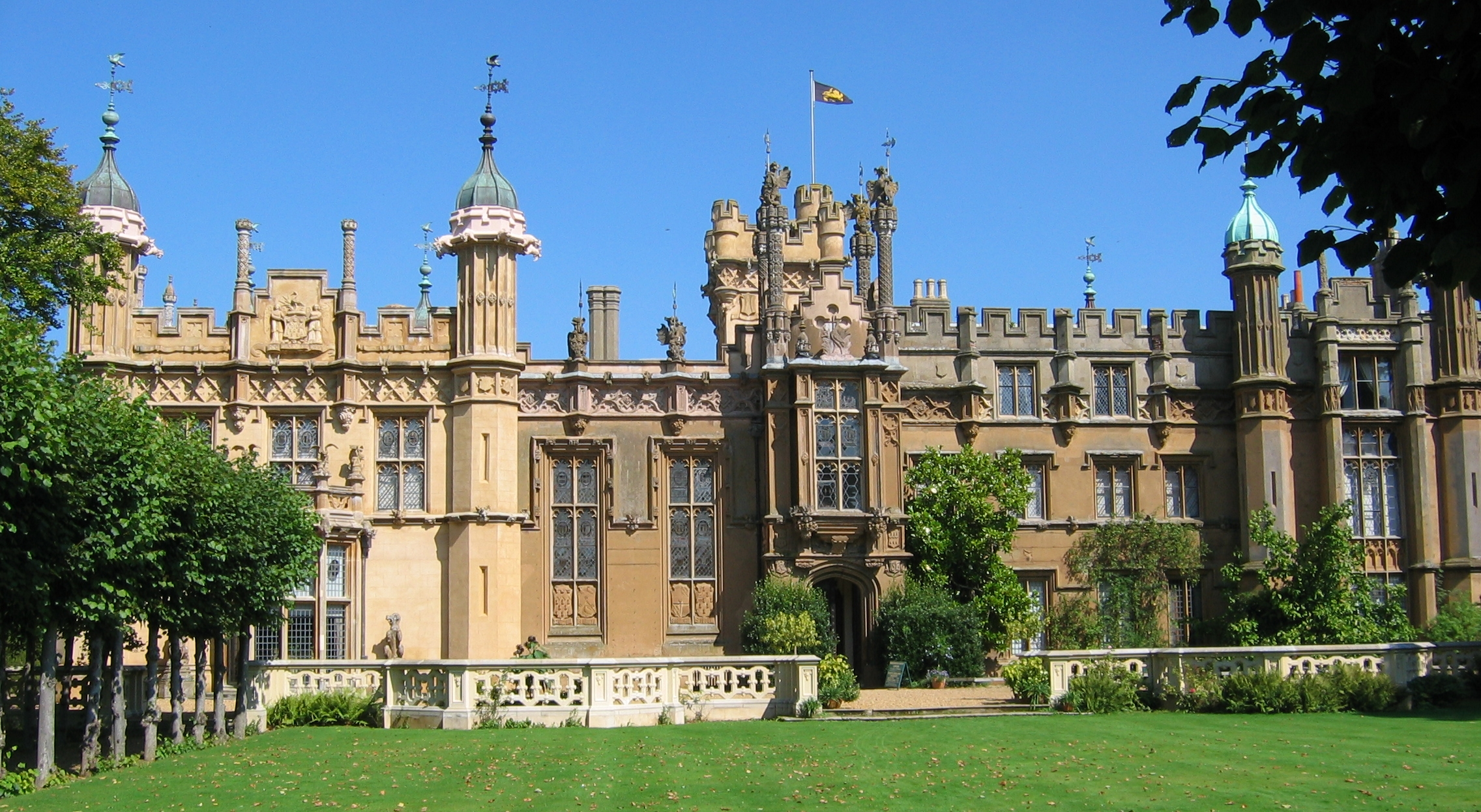
Knebworth House

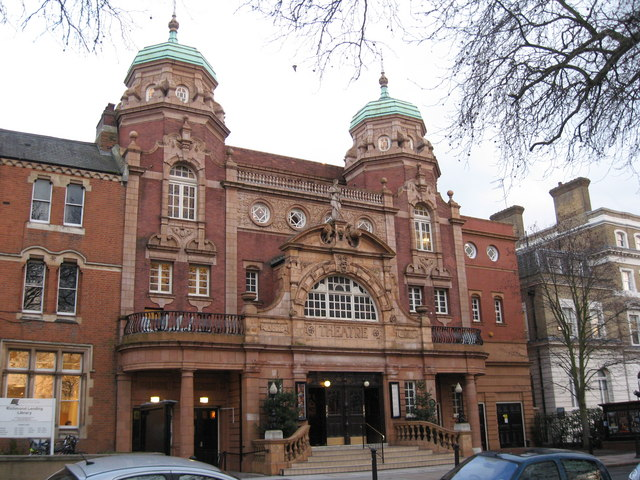
Richmond Theatre

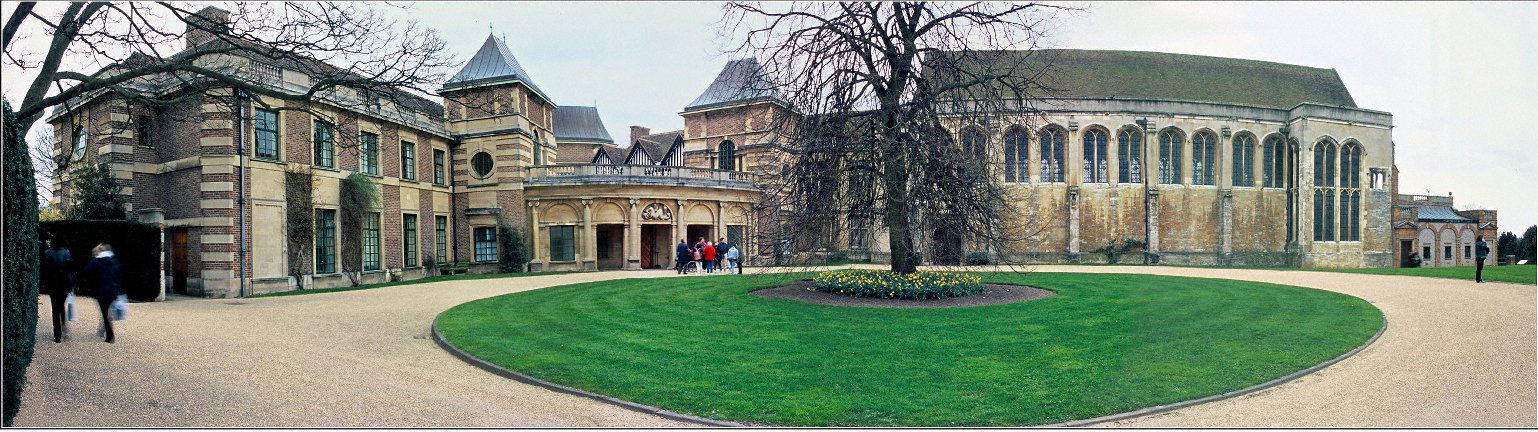
Eltham Palace

### Fiche technique
- Titre français : Drame en trois actes
- Titre original : Three Act Tragedy
- Réalisation : Ashley Pearce
- Scénario : Nick Dear, d'après le roman Drame en trois actes (1934) d'Agatha Christie
- Décors : Jeff Tessler
- Costumes : Sheena Napier
- Photographie : Peter Greenhalgh
- Montage : David Blackmore
- Musique originale : Christian Henson
- Casting : Susie Parriss
- Production : Karen Thrussell
  - Production déléguée : Julie Burnell, Rebecca Eaton, Mathew Prichard, Mary Durkan,Michele Buck et Damien Timmer
  - Production associé : David Suchet
- Sociétés de production : ITV Studios, WGBH Boston et Agatha Christie Ltd.
- Durée : 90 minutes
- Pays d'origine : Royaume-Uni, États-Unis
- Langue originale : Anglais
- Genre : Policier
- Ordre dans la série : 63e - (2e épisode de la saison 12)
- Premières diffusions :
  -  Royaume-Uni : 3 janvier 2010 sur ITV1
  -  États-Unis : 19 juin 2011 sur le réseau de PBS
  -  France : 1er octobre 2011 sur TMC

### Lieux de tournage
- St Anne's Court, à Chertsey, comté de Surrey, Angleterre (pour la maison de Sir Charles Cartwright)[1]
- Knebworth House, à Knebworth, comté du Hertfordshire, Angleterre (pour la maison de Sir Bartholomew Strange)[2]
- Richmond Theatre, borough de Richmond upon Thames, Grand Londres (pour la scène de théâtre)[1]
- Eltham Palace, à Eltham, quartier de Greenwich, borough royal de Greenwich, Grand Londres (pour les intérieurs)[3]

## Distribution
- David Suchet (VF : Roger Carel) : Hercule Poirot
- David Yelland : George
- Martin Shaw (VF : Vincent Grass) : Sir Charles Cartwright
- Kimberley Nixon (VF : Kelly Marot) : Egg Lytton Gore
- Art Malik (VF : Charles Borg) : Sir Bartholomew Strange
- Suzanne Bertish : Miss Milray
- Anastasia Hille : Cynthia Dacres
- Ronan Vibert : Capitaine Dacres
- Kate Ashfield : Miss Wills
- Jane Asher : Lady Mary
- Anna Carteret : Mrs Babbington
- Nigel Pegram : Révérend Babbington
- Tom Wisdom : Oliver Manders
- Michael Hobbs : Le coroner
- Jodie McNee : Annie
- James Hurran : Le petit garçon français
- Tony Maudsley (VF : Philippe Ariotti) : Superintendant Crossfield
- Prue Clarke : La matrone

Source doublage : RS Doublage

## Accueil
Au Royaume-Uni, le téléfilm est regardé par 4,9 millions de téléspectateurs, soit 17 % de part d'audience.
En France, le téléfilm est suivi par 1,1 million de téléspectateurs, soit 5,3 % de part d'audience, se plaçant 6e des programmes de la soirée.

## Commentaire
Dans l'épisode, au moment de la présentation des divers invités, on peut voir Egg Lytton Gore lire un livre écrit par Dame Celia Westholme, un des personnages de l'épisode Rendez vous avec la mort.